# Drew Conner
Andrew Benjamin Conner, detto Drew (Cary, 18 febbraio 1994), è un ex calciatore statunitense, di ruolo centrocampista.

## Caratteristiche tecniche
È un esterno destro.

## Carriera
È cresciuto nelle giovanili del Chicago Fire.

## Statistiche

### Presenze e reti nei club
Statistiche aggiornate al 17 marzo 2018.
| Stagione        | Squadra         | Campionato      | Campionato | Campionato | Coppe nazionali | Coppe nazionali | Coppe nazionali | Coppe continentali | Coppe continentali | Coppe continentali | Altre coppe | Altre coppe | Altre coppe | Totale | Totale | Totale |
| Stagione        | Squadra         | Comp            | Pres       | Reti       | Comp            | Pres            | Reti            | Comp               | Pres               | Reti               | Comp        | Pres        | Reti        | Pres   | Reti   |        |
| --------------- | --------------- | --------------- | ---------- | ---------- | --------------- | --------------- | --------------- | ------------------ | ------------------ | ------------------ | ----------- | ----------- | ----------- | ------ | ------ | ------ |
| 2016            | Saint Louis FC  | USL             | 12         | 0          | USCup           | 1               | 0               |                    | -                  | -                  |             | -           | -           | 13     | 0      |        |
| 2017            | Chicago Fire    | MLS             | 21         | 0          | USCup           | 2               | 0               |                    | -                  | -                  |             | -           | -           | 23     | 0      |        |
| 2018            | Chicago Fire    | MLS             | 3          | 0          | USCup           | 0               | 0               |                    | -                  | -                  |             | -           | -           | 3      | 0      |        |
| Totale carriera | Totale carriera | Totale carriera | 36         | 0          |                 | 3               | 0               |                    | -                  | -                  |             | -           | -           | 39     | 0      |        |